# Чиркач
Чиркач (Amalocichla) — рід горобцеподібних птахів родини тоутоваєвих (Petroicidae). Включає два види, які є ендеміками Нової Гвінеї.

## Систематика
Рід Чиркач деякий час вважався частиною підродини Кракорні (Drymodinae), однак за результатами генетичного дослідження, проведеного у 2012 році був виокремлений в окрему монотипову підродину Чиркачні (Amalocichlinae).

## Види
Виділяють два види:
- Чиркач великий (Amalocichla sclateriana)
- Чиркач малий (Amalocichla incerta)

## Етимологія
Наукова назва роду Amalocichla походить від дав.-гр. αμαλος — м'який, ніжний і κιχλη — дрізд.